# Караке
Караке (кирг. Караке) — село в Ноокатском районе Ошской области Кыргызстана. Входит в состав айылного аймака имени Токтомата Зулпуева.

## География
Село расположено в западной части области, к востоку от реки Кыргыз-Ата, на расстоянии приблизительно 0,5 километра (по прямой) к юго-востоку от города Ноокат, административного центра района. Абсолютная высота — 1414 метров над уровнем моря.

## Население
Согласно оценочным данным Национального статистического комитета Кыргызской Республики, численность населения села на начало 2023 года составляла 1802 человека.
| год     | 2009 | 2014 | 2015 | 2020 | 2021 | 2023 |
| ------- | ---- | ---- | ---- | ---- | ---- | ---- |
| человек | 1394 | 1525 | 1549 | 1710 | 1745 | 1802 |